# Peeta Mellark
Peeta Mellark est un personnage de fiction de la trilogie Hunger Games, interprété par Josh Hutcherson dans l'adaptation cinématographique.

## Histoire du personnage
Peeta naît dans le District 12, dans une famille de commerçants. Ses parents tiennent une boulangerie et il a deux frères aînés. Un jour alors qu'il a 11 ans, il voit Katniss Everdeen mourir de faim. Sachant qu'il subira une correction de la part de sa mère s'il l'aide, il décide quand même de lui lancer un pain brûlé. Lors des 74e Hunger Games, il est tiré au sort avec Katniss Everdeen et devient le tribut masculin du District 12. Ce beau jeune homme aime la jeune fille depuis son plus jeune âge. Il l'avoue lors des premiers Jeux, pendant sa première interview avec Caeser Flickerman. Mais elle n'aime pas Peeta, persuadée que le jeune homme a élaboré une stratégie pour la tuer dans l'arène. Cependant, poussée par Haymitch qui lui assure que jouer la comédie de l'amour fou est la seule façon d'obtenir de gros sponsors, elle fait semblant d'aimer Peeta.
Dans le second tome, Katniss commence à prendre conscience de son attirance pour lui, mais elle est tiraillée entre Gale et Peeta.
Dans le troisième tome, la situation se complexifie, Peeta est torturé au Capitole afin d'être conditionné pour tuer Katniss. Cependant, à l'aide du jeu "réel ou pas réel" Peeta retrouve en partie la mémoire, ce qui lui permet de ne plus voir Katniss comme une mutation génétique que le Capitole aurait créée.

## Apparence
Peeta est blond et a les yeux bleus. Il est assez fort physiquement, il s'est musclé en portant les lourds sacs de farine de la boulangerie. Il a reçu la deuxième place dans un combat de lutte après son grand frère. Les gens jugent que c'est un beau garçon et très séduisant. Lors des Hunger Games, une méchante blessure à la jambe lui vaut une amputation et une jambe artificielle (cela n'apparaît pas dans le film).

## Comportement et aptitude
Peeta semble très droit, juste et sincère. Cependant il sait bien mentir et montre de vraies qualités d'orateur, il est très à l'aise face à un public et sait trouver les mots justes au bon moment. C'est un garçon adorable, drôle et très présent pour celle qu'il aime même si Katniss éprouve peu d'empathie à son égard,. Il est le seul à pouvoir la calmer lorsqu'elle fait des cauchemars. Ce Peeta-là disparaît après avoir été torturé par le Capitole (tome 3). Il devient alors très désagréable, cassant, méfiant et violent vis-a-vis de Katniss.
Comme tous les vainqueurs de Hunger Games, il a besoin d'exorciser la violence qu'il a vue et qu'il a exercée. Pour cela, il peint les scènes qu'il a vécues.

### Tome 1:Hunger Games
Le personnage apparaît quand son nom est tiré pour les soixante-quatorzièmes Hunger Games. Il accompagnera Katniss Everdeen dans l'arène et devra, s'il veut gagner, la tuer et tuer les autres tributs.
Quand leur mentor Haymitch Abernathy leur demande leurs points forts, le jeune homme ne pense pas vraiment en avoir. Katniss assure qu'il a une grande force de par son métier à la boulangerie. De plus, Peeta est doué pour la peinture et le camouflage. C'est lui qui faisait les glaçages des gâteaux à la pâtisserie.
Lors des interviews de Caesar Flickerman, il se montre très à l'aise. Il est doué pour s'exprimer et s'attire la sympathie du public quand il révèle qu'il aime une jeune fille, mais que gagner les jeux ne l'aidera pas à l'avoir car elle est venue avec lui. C'est grâce à cette déclaration que Katniss et lui obtiennent le titre « d'amants maudits » qui leur apportera des sponsors.
Une fois dans l'arène, il rejoint le groupe des « tributs de carrière ». Katniss se sent trahie, mais après avoir lancé une attaque contre Peeta et les Carrières, Peeta l'aide à prendre la fuite face aux carrières. Elle comprend alors que dès le début, Peeta veut la protéger. Katniss le retrouve, gravement blessé par Cato, après l'annonce inattendue que deux tributs d'un même district peuvent gagner les jeux ensemble. Il tente de l'empêcher d'aller chercher un médicament à la Corne d'abondance car c'est trop dangereux mais, drogué, il ne peut pas s'y opposer. Par un concours de circonstances, il empoisonne involontairement La Renarde avec des baies de sureau mortel. Réunis, Peeta et Katniss éliminent Cato, le dernier carrière encore en vie. Ils croient avoir gagné quand le changement de règle est annulé : il faut un gagnant, et non plus deux...
Il suit Katniss dans son plan : ingérer des baies mortelles. Alors qu'ils s'apprêtent à les avaler, ils sont stoppés avant d'être empoisonnés et gagnent ensemble le jeu.

### Tome 2:L'Embrasement
Dans le village des vainqueurs du district 12, Peeta est à présent le voisin de Katniss et d'Haymitch. Il fait souvent des aller-retours entre chez lui et la boulangerie de ses parents et extériorise ses frustrations à travers le dessin. Toujours très à l'aise pour prendre la parole en public, c'est lui qui se charge de parler le premier au début de la tournée des vainqueurs. Il peint ses souvenirs de l'arène dont il se souvient car il en fait des cauchemars toutes les nuits. Mais Katniss dit détester ces œuvres car elles représentent des mauvais souvenirs. Il n'en veut pas à Katniss de ne pas vouloir de lui et de flirter avec Gale. Bien que celui-ci soit son rival, il n'hésite pas à intervenir quand il reçoit les coups de fouet des Pacificateurs. Afin de convaincre Snow et les habitants de Panem de leur amour, Peeta demande Katniss en mariage et elle n'a d'autre choix que d'accepter pour protéger sa famille.
Les 75e Hunger Games ont des règles particulières, comme à chaque 25e Hunger Games : c'est les jeux de l'Expiation. Cette fois-ci, les survivants de chaque district doivent retourner dans l'arène. Peeta demande à Haymitch de le laisser y aller, si jamais ce dernier est tiré au sort, il se portera volontaire pour protéger Katniss. Cette dernière ne veut qu'une chose : le protéger lui, car elle en convient, il a un meilleur fond qu'elle ou Haymitch. Il le prouve encore une fois en obligeant Katniss et son ancien mentor à s'entraîner dur pour ces nouveaux jeux. Le tirage au sort désigne Haymitch mais Peeta se porte volontaire aux côtés de Katniss. Dans le train qui les amène au Capitole, il lui propose de la consoler de ses cauchemars. Katniss, persuadée de toute façon qu'elle ne réchappera pas à ces jeux, se blottit dans ses bras. Peeta s'avère être aussi un fin stratège : à sa nouvelle interview avec Caesar, il ment et déclare que Katniss est enceinte et qu'ils se sont mariés en secret, une fois de plus pour attirer la sympathie du public. Une fois dans l'arène, le duo s'allie à d'autres joueurs : Johanna Mason, Beetee, Finnick Odair, Wiress et Mags. Même si Katniss nie avoir des sentiments pour lui, ils deviennent de plus en plus proches notamment après qu'il a été blessé par un champ de force (Finnick le sauvera in-extremis). Alors que des rebelles parviennent à exfiltrer Katniss, Beetee et Finnick, les choses tournent mal : Johanna et Peeta sont coincés dans l'arène et donc à la merci du Capitole et du Président Snow.

### Tome 3:La Révolte
Peeta est aux mains du Capitole et reconditionné pour servir sa propagande à l'écran. Peeta ignore ce qui se passe du côté des rebelles et appelle notamment à un cessez-le-feu même s'il ne semble pas à ce moment-là avoir été torturé. À la suite des spots de tournée par Katniss pour les rebelles, le Capitole tourne ses éléments à son avantage et soumet Peeta à des tortures traumatisantes. Lors d'une nouvelle interview, il apparait ainsi très amaigri et ses mains tremblent ; il supplie Katniss d'arrêter de servir la cause rebelle. Le Capitole le montre une nouvelle fois à l'écran en direct cette fois-là, mais les rebelles ont réussi à pirater le réseau de communication ce qui perturbe l'interview. Peeta répète ses demandes de cessez-le-feu mais les images de Katniss lui rendent à ce moment-là un court instant de lucidité : il avertit le district 13 de l'imminence d'une attaque avant d'être brutalement interrompu par ses geôliers.
Katniss étant anéantie de ce qui peut être fait à Peeta, les rebelles décident de le libérer lui et les autres détenus. L'opération est un succès et Peeta, Johanna et Annie sont ramenés sains et sauf au district 13. Mais alors que Katniss pense enfin retrouver Peeta, il s'en prend à elle et l'étrangle. Elle découvre sous le choc que le Capitole lui a fait un lavage de cerveau à l'aide du venin des guêpes tueuses, un produit au puissant pouvoir hallucinogène. Ce venin donne aux souvenirs de Peeta une dimension terrifiante.
Peeta tente avec l'aide d'une vieille amie, Delly Cartwright, de remettre de l'ordre dans ses souvenirs. Il découvre que sa famille est morte lors du bombardement du District 12 mais pense que Katniss en est responsable, que c'est une dangereuse mutation génétique, créée par le Capitole pour le tuer. Du coup, il ne sait plus ce qui est vrai ou non et tout est confus dans sa tête. Peu à peu, des brides de souvenirs lui reviennent. Il se souvient notamment qu'il a autrefois aidé Katniss en lui donnant du pain, mais qu'elle a essayé de le tuer en lui balançant un nid de guêpe tueuse dans l'arène, qu'ils n'arrêtaient pas de s'embrasser, mais qu'elle ne voulait pas de lui…Katniss lui en veut car elle se dit qu'il la voit enfin telle qu'elle est. Il retrouve petit à petit sa liberté de mouvement est autorisé sous étroite surveillance à côtoyer ses semblables. Il est davantage lucide mais il n'arrive pas à faire confiance à Katniss et aux autres.
A la demande de Coin, il rejoint les rangs de l'équipe d'infiltration au Capitole pour servir la propagande. Mais Boggs tout comme Katniss savent que Peeta est encore instable et qu'il essaiera probablement de la tuer, faisant d'elle une martyre et une menace de moins pour Coin. Grâce au jeu inventé par la commandante en second de l'escouade Jackson « Réel ou pas réel » (il pose une question et on lui répond si c'est réel ou non) il continue à faire du tri. Il est cependant en proie à des crises, et demande à être tué de peur de faire du mal à quelqu'un ou à défaut, qu'on lui donne une pilule de poison s'il venait à être capturé à nouveau. Mais Katniss tient à se battre à nouveau pour sauver le garçon. Lors de l'attaque en sous-sol par des mutations génétique, Peeta perd à nouveau la tête mais Katniss parviendra à le ramener à la raison en l'embrassant. Plus tard, elle et Gale partent de leur côté au Capitole pour tuer le président Snow, Peeta préfère lui partir seul pour attirer l'attention sur lui si les choses tournent mal. Il est toutefois brûlé dans l'explosion qui tue Primrose et blesse gravement Katniss.
La guerre terminée, il est convié par Coin avec d'autres anciens vainqueurs survivants pour voter une dernière édition des Hunger Games mettant en scène les enfants du Capitole. Mais Peeta sera résolument contre cette idée. Après avoir tué Coin, Katniss tente d'avaler une pilule de poison mais Peeta l'en empêche. Plusieurs mois passent et il rejoint le district 12, complètement guéri. Au fil du temps, lui et Katniss se reconstruisent ensemble et quand il lui demandera : « Tu m'aimes. Réel ou pas réel ? », elle lui répond « Réel ». Dans l'épilogue, le couple a une fille et un fils.